# Digital Operational Resilience Act
De Digital Operational Resilience Act  (DORA, of verordening operationele digitale weerbaarheid) is een EU-verordening die op 16 januari 2023 in werking is getreden en vanaf 17 januari 2025 van toepassing is.
Het is gericht op het versterken van de beveiliging van informatie- en communicatietechnologie (ICT) van financiële instellingen die onder de bevoegdheid van de drie Europese toezichthouders (EBA, EIOPA en ESMA) vallen, en ervoor zorgen dat de financiële sector in Europa veerkrachtig blijft in het geval van een ernstige operationele digitale verstoring.
DORA brengt harmonisatie van de regels met betrekking tot digitale operationele veerkracht voor de financiële sector die van toepassing zijn op 21 verschillende soorten financiële entiteiten, waarvan er 12 onder de bevoegdheid van ESMA vallen.